# کاهش تغییر اقلیم

انتشار جهانی دی‌اکسید کربن در اثر فعالیت‌های بشری (۱۸۰۰–۲۰۰۷).

تلاش برای کاهش تغییرات اقلیمی (به انگلیسی: Climate change mitigation)،
نام مجموعه‌ای از کنش‌ها برای محدود کردن اندازه یا نرخ این‌گونه دگرگونی‌ها به ویژه گرمایش جهانی در درازمدت است. کاهش دگرگونی‌های آب‌وهوایی به‌طور کلی کاهش در دگرگونی‌های بشر ساخته (انسانی) در ایجاد و انتشار گازهای گلخانه‌ای (GHGs) است. کاهش خطر این دگرگونی‌ها را می‌توان با افزایش ظرفیت انباشتگاه‌های کربن، به عنوان مثال؛ از راه ایجاد و احیای جنگل نیز به دست آورد. اجرای سیاست‌های کاهش دگرگونی‌های آب‌وهوایی می‌تواند خطرهای گرم شدن کره زمین در اثر دخالت بشر را به مقدار قابل ملاحظه‌ای کاهش دهد.
در گزارش ارزیابی سال ۲۰۱۴ مجمع بین‌المللی تغییرات آب‌وهوایی (آی‌پی‌سی‌سی IPCC)، آمده‌است: «تلاش برای کاهش دگرگونی‌های آب‌وهوایی مانند یک کالای مورد نیاز عمومی است؛ بنابراین، تغییرات آب و هوایی یک مورد تراژدی برای منابع مشترک است (اشاره به مقالهٔ دهکدهٔ Selsley Common در ۱۸۳۳). دست‌یابی به تغییر مؤثر در کاهش دگرگونی‌های آب‌وهوایی؛ تا زمانی که هر مصرف‌کننده مانند فرد، نهاد، یا کشور در پی منافع خودخواهانه خود به‌طور مستقل اقدام کند، در عمل کارآمد نخواهد بود، همکاری و اقدام جمعی لازم است. از سوی دیگر، برخی از اقدامات انطباقی، ویژگی‌های یک کالای خصوصی را دارند و انجام آن به‌طور مستقیم به افراد، مناطق، یا کشورهای به خصوصی؛ دست‌کم در کوتاه‌مدت، مربوط می‌شود. با این حال، تأمین مالی چنین فعالیت‌های تطبیقی به صورت یک موضوع در خور توجه، به ویژه برای افراد و کشورهای فقیر باقی می‌ماند.»
نمونه‌هایی از این تلاش می‌تواند شامل حذف سوخت فسیلی با گرایش به سوی «منابع انرژی کم کربن» مانند انرژی‌های تجدیدپذیر و هسته‌ای، و گسترش جنگل‌ها و انباشتگاه‌های دیگر کربن برای نگه‌داری مقدار بیشتری از دی‌اکسید کربن جو زمین باشد. استفاده بهره‌ورانه از انرژی می‌تواند به عنوان مثال از راه بهبود عایق‌بندی ساختمان‌ها در این میان نقش مهمی ایفا کند.  یکی دیگر از رویکردهای کاهش دگرگونی‌های آب‌وهوایی، مهندسی آب‌وهوا است.
سیاست‌های مختلفی می‌توانند کاهش انتشار گاز کربنیک و در نتیجه کاهش تغییرات اقلیمی را تشویق کنند. به عنوان مثال ایجاد سیستم‌های قیمت‌گذاری کربن، یا اینکه بر انتشار گاز کربنیک مالیات وضع می‌کنند یا کل انتشار گازهای گلخانه‌ای را محدود می‌کنند. یارانه‌های سوخت فسیلی را می‌توان به نفع یارانه‌های انرژی پاک حذف کرد و یا میتوان مشوق‌هایی برای تولید انرژی الکتریکی (انرژی پاک) به مردم ارائه داد. مسئله دیگر، غلبه بر مخالفت‌های زیست‌محیطی هنگام ساخت منابع انرژی پاک جدید و ایجاد اصلاحات در شبکه برق است که باید به آن توجه داشت.

## مزایای جانبی
مزایای جانبی کاهش تغییرات اقلیمی، در ابتدا در ادبیات علمی تحت سلطه مطالعاتی بودند که توصیف می‌کردند چگونه انتشار کمتر گازهای گلخانه‌ای منجر به کیفیت بهتر هوا و در نتیجه تأثیر مثبت بر سلامت انسان می‌شوند. اما دامنه تحقیقات در باره این مزایای جانبی به پیامدهای اقتصادی، اجتماعی، زیست‌محیطی و سیاسی آن نیز گسترش یافت. این اثرات ثانویه مثبت کاهش تغییرات اقلیمی در تحقیقات ۱۹۹۰ نیز آمده است. همچنین هیئت بین‌دولتی تغییر اقلیم برای اولین بار در سال ۲۰۰۱ به نقش مزایای جانبی اشاره کرد و پس از آن چرخه ارزیابی چهارم و پنجم آن بر بهبود محیط کار، کاهش ضایعات، مزایای سلامتی و کاهش هزینه‌های سرمایه‌ای تأکید کرد.